# Liku (Niue)
Pour les articles homonymes, voir Liku.
Liku est un village de Niue, situé à l'est de la capitale Alofi. Selon le dernier recensement (2008), il a une population de 71 habitants.
Liku est relié à la capitale par une route qui traverse le centre de l'île.